# 현혹 (드라마)
《현혹》은 제작 예정인 대한민국의 OTT 드라마이다. 2019년 연재된 동명의 홍작가 웹툰을 원작으로 한다. 웹툰 '현혹'은 1935년 경성과 1800년대 상해를 배경으로 의문의 뱀파이어 이야기를 그리는 미스터리 호러 시대극이다.

## 작품 소개
매혹적인 여인의 초상화 의뢰를 맡은 화가, 시간이 지날수록 밝혀지는 여인의 정체와 미스터리한 사건들, 그리고 어느새 여인에게 현혹된 화가의 이야기 제작 예정인 드라마.

## 출연진
- 수지
- 김선호[1]

## 제작진

### 제작사
- 쇼박스[2]
- 매그넘 나인[3]

### 연출
- 한재림: 영화 《트레이스》(감독), 영화 《P.O.L》(음악), 영화 《내츄럴 시티》(각색&연출부), 영화 《연애의 목적》(각본&감독), 영화 《우아한 세계》(각본&감독), 영화 《연애의 온도》(기획&제작), 영화 《관상》(각색&감독), 영화 《특종: 량첸살인기》(기획&제작), 영화 《춘천, 거기》(제작), 영화 《더 킹》(각본&감독&기획&제작), 영화 《비상선언》(각본&감독&제작&기획&편집) 등 연출 )[4]

### 극본
- 한재림[5]

## 공개 정보
쇼박스는 웹툰 현혹등의 판권을 확보해 드라마 제작을 준비하고 있다 쇼박스 관계자는 2021년 9월 2일 "한재림 감독이 웹툰 현혹을 원작으로 하는 시리즈물을 준비 중이다"고 밝혔다.
한소희와 류준열이 동반 캐스팅을 검토 중이었으나, 둘의 결별 이후 2024년 4월 2일 최종 불발되었다.
2024년 7월 30일 취재 결과, 배우 수지가 한재림 감독의 신작 현혹에 출연 제안을 받았다. 2024년 8월 14일 취재 결과, 배우 김선호가 한재림 감독의 현혹에 캐스팅 제안을 받았다. 드라마 스타트업이후 수지와 김선호의 재회 프로젝트이다.